# Tuyến Dongbuk
Tuyến Dongbuk (tiếng Hàn: 서울 경전철 동북선; Hanja: 서울 輕電鐵 東北線) là tuyến tàu điện ngầm trong tương lai dự tính dự kiến kết nối Ga Wangsimni với Ga Sanggye ở Seoul, Hàn Quốc. Công trình khởi công vào tháng 10 năm 2019.

## Lịch sử
- 23 tháng 3 năm 2007: Nhận được đề xuất xây dựng
- 20 tháng 5 năm 2010: Thông báo về các đề xuất của bên thứ ba
- 7 tháng 10 năm 2010: Được chỉ định là nhà thầu ưu tiên (tên dự kiến: Công ty TNHH Vận tải Mới Dongbuk New Town, Công ty Gyeongnam Enterprise)
- 30 tháng 12 năm 2015: Loại bỏ nhà thầu ưu tiên
- 4 tháng 1 năm 2016: Bắt đầu đàm phán với Hyundai Engineering, nhà đàm phán xếp hạng tiếp theo
- 23 tháng 7 năm 2017: Đàm phán cuối cùng với nhà đàm phán xếp hạng tiếp theo
- 5 tháng 7 năm 2018: Thỏa thuận nhượng bộ được ký kết với Đường sắt nhẹ Dongbuk
- 9 tháng 10 năm 2019 : Tổ chức lễ khởi công
- Tháng 8 năm 2020 : Bắt đầu xây dựng

## Tổng quan
Đây là một tuyến được thúc đẩy để giải quyết góc khuất của giao thông đường sắt ở khu vực Gangbuk. Vào những năm 1990, nó được quảng bá là Tuyến tàu điện ngầm Seoul số 12, nhưng sau khi dự án bị bỏ dở vào tháng 9 năm 1998, nó đã được chuyển đổi thành đường sắt hạng nhẹ và đang được xúc tiến. Khoảng cách kinh doanh dài hơn một chút so với Tuyến số 12. Các thiết bị tiện lợi như thang máy và cửa chắn sân ga sẽ được lắp đặt tại tất cả các nhà ga và nó sẽ được vận hành với một hệ thống không người lái không có văn phòng nhà ga hoặc phòng bán vé, giống như Tuyến Ui Sinseol.
- Tổng chiều dài: 13,3 km (tất cả các đoạn đi ngầm)
- Nhà ga: 16
- Phương thức hoạt động: Vận hành tự động không người lái, bánh xe thép
- Phương thức thực hiện: Dự án đầu tư tư nhân (BTO)
- Khởi công: 9 tháng 10 năm 2019
- Khai trương: Tháng 7 năm 2026
- Phương tiện đang hoạt động: Phương tiện của Tuyến đường sắt nhẹ Seoul Dongbuk

## Ga
| Số ga | Tên ga                  | Tên ga         | Tên ga         | Chuyển tuyến              | Khoảng cách | Tổng khoảng cách | Vị trí | Vị trí        |
| Số ga | Tiếng Anh               | Hangul         | Hanja          | Chuyển tuyến              | Khoảng cách | Tổng khoảng cách | Vị trí | Vị trí        |
| ----- | ----------------------- | -------------- | -------------- | ------------------------- | ----------- | ---------------- | ------ | ------------- |
|       |                         |                |                |                           |             |                  |        |               |
| 101   | Wangsimni               | 왕십리         | 往十里         | (208) (540) (K116) (K210) |             | 0.0              | Seoul  | Seongdong-gu  |
| 102   | Chợ chăn nuôi Majang    | 마장축산물시장 | 馬場畜産物市場 |                           |             | 0.8              | Seoul  | Seongdong-gu  |
| 103   | Jegi-dong               | 제기동         | 祭基洞         | (125)                     |             | 1.7              | Seoul  | Dongdaemun-gu |
| 104   | Đại học Hàn Quốc        | 고려대         | 高麗大         | (640)                     |             | 3.0              | Seoul  | Dongdaemun-gu |
| 105   | Jongam                  | 종암           | 鍾岩           |                           |             | 3.8              | Seoul  | Seongbuk-gu   |
| 106   | Đồn cảnh sát Jongam     | 종암경찰서     | 鍾岩警察署     |                           |             | 4.6              | Seoul  | Seongbuk-gu   |
| 107   | Miasageori              | 미아사거리     | 彌阿四거리     | (416)                     |             | 5.2              | Seoul  | Seongbuk-gu   |
| 108   | Sinmia                  | 신미아         | 新彌阿         |                           |             | 6.0              | Seoul  | Seongbuk-gu   |
| 109   | Dream Forest            | 북서울꿈의숲   | 北서울꿈의숲   |                           |             | 7.0              | Seoul  | Gangbuk-gu    |
| 110   | Uicheon                 | 우이천         | 牛耳川         |                           |             | 7.9              | Seoul  | Nowon-gu      |
| 111   | Wolgye                  | 월계           | 月溪           | (118)                     |             | 9.1              | Seoul  | Nowon-gu      |
| 112   | Hagye                   | 하계           | 下溪           | (715)                     |             | 9.9              | Seoul  | Nowon-gu      |
| 113   | Bảo tàng Khoa học Seoul | 서울시립과학관 | 서울市立科學館 |                           |             | 10.7             | Seoul  | Nowon-gu      |
| 114   | Eunhaengsageori         | 은행사거리     | 銀杏四거리     |                           |             | 11.8             | Seoul  | Nowon-gu      |
| 115   | Buramsan                | 불암산         | 佛岩山         |                           |             | 12.4             | Seoul  | Nowon-gu      |
| 116   | Sanggye                 | 상계           | 上溪           | (410)                     |             | 131.1            | Seoul  | Nowon-gu      |